# (15083) Tianhuili
(15083) Tianhuili (1999 CJ34) – planetoida z pasa głównego asteroid okrążająca Słońce w ciągu 4 lat w średniej odległości 2,52 j.a. Odkryta 10 lutego 1999 roku.